# 東部發電廠溪口機組
東部發電廠溪口機組，為一座位於臺灣花蓮縣壽豐鄉的小型水力發電廠。舊稱溪口發電廠，2001年台電公司東部發電廠組織改造後，將該廠全名改名為臺灣電力公司東部發電廠溪口機組。廠區坐落在壽豐溪下游右岸處，即位於臺9線花東公路與臺11丙線交叉口上，係利用壽豐溪之溪水發電，有效落差39.6公尺，裝置容量為2700瓩，年發電量僅約為1,450萬度，發電量在東部發電廠中僅高於初英機組。

## 沿革

### 1930年代 - 戰前
溪口發電廠最早在臺灣日治時期1938年3月由日本人興建，1945年4月興建完成，當時稱為「溪口發電所」。，後於1942年，因太平洋戰爭爆發，由於當時臺灣尚處在日本臺灣總督府統治之下，因此美軍持續對臺灣各地的軍事要點實施轟炸，而緊鄰花蓮豐田地區的壽豐糖廠、溪口發電所，便成為美軍轟炸的對象，造成溪口發電所的廠房和機組受創被迫停止運轉。

### 戰後 - 2000年代
1945年，二戰結束，國民政府接收臺灣，並創立臺灣電力公司進行臺灣各處日治時期受創發電所的修復工作。1952年1月，溪口發電所完成修復開始運轉供電。，在1955年，由於當初溪口發電廠的興建目的僅是為了立霧發電所之工程用電而建，因此所使用之設備皆為老舊之部品，使得電廠發電狀況十分不穩定，甚至发生飞轮脱出事件，导致机件受损，因此決定停止運轉。
1958年，溪口發電廠展開重建工程，更換新的發電機組以改善其原機組發電效率極低的問題。工程項目包括裝置橫軸法蘭西斯式水輪發電機一部，裝置容量為2,700瓩，每年發電量約為1,450萬度。總改善工程在1960年修復完成，並開始併聯運轉供電。
1961年，溪口發電廠改隸屬於「東部發電區管理處」旗下。
1997年12月因應自動化及政府組織精簡改革，溪口發電所改隸屬在東部發電處銅門發電所之下，溪口發電所也改稱為「銅門發電所溪口機組」，並設置自動化遙控設備由銅門發電所設立遙控中心遠端控制溪口發電廠的機組開關與進水口閘門開關。

### 2000年代 - 至今
2001年5月：因應臺電公司組織改造，「東部發電處」改組為「東部發電廠」，銅門發電所連帶溪口發電所併入「東部發電廠」，並且，溪口發電所獨立為東部發電廠溪口機組。

## 設施
溪口發電廠其雖引水自壽豐溪，然而卻沒有設置固定性的堤堰構造，而僅是利用溪床上現有之土石堆置臨時土堤將水導至進水口，該土堤如遭遇暴雨即會被沖毀，需反覆堆置，稱之為溪口臨時壩，而溪口機組發電後的尾水再直接注入至農田水利署花蓮管理處管轄的壽豐鄉灌溉農田水圳「豐田圳」中供下游農田灌溉再利用。

### 機組

#### 商轉中
| 名稱   | 發電機型號                       | 水輪機型號                                      | 機組數量 | 發電方式 | 有效落差（公尺） | 單一機組用水量（CMS） | 容量（MW） | 位置               | 商轉日期 | 狀態   |
| ------ | -------------------------------- | ----------------------------------------------- | -------- | -------- | ---------------- | --------------------- | ---------- | ------------------ | -------- | ------ |
| 一號機 | 瑞士歐瑞康工程公司製2700KW發電機 | 德国B.邁爾.KG機械製造公司製橫軸法蘭西斯式水輪機 | 1        | 川流式   | 39.6             | 8.3CMS                | 2.7MW      | 花蓮縣壽豐鄉溪口村 | 1960年   | 商轉中 |

#### 已汰除
| 名稱   | 發電機型號                  | 水輪機型號                         | 機組數量 | 發電方式 | 有效落差（公尺） | 單一機組用水量（CMS） | 容量（MW） | 位置               | 商轉日期  | 狀態   |
| ------ | --------------------------- | ---------------------------------- | -------- | -------- | ---------------- | --------------------- | ---------- | ------------------ | --------- | ------ |
| 一號機 | 日本奧村電機製2250KVA發電機 | 日本奧村電機製橫軸法蘭西斯式水輪機 | 1        | 川流式   | 39.6             | 8.3CMS                | 2.7MW      | 花蓮縣壽豐鄉溪口村 | 1941年4月 | 已拆除 |

### 管理
- 電廠名稱：東部發電廠溪口機組
- 管理單位：臺灣電力公司東部發電廠
- 廠內編制：無（遠端遙控）

### 設施
- 廠房類型：露天式
- 取水來源：壽豐溪（溪口臨時壩）
- 壓力鋼管：一條，長68.57公尺，內徑1.75至1.5公尺，厚9公釐

## 圖集
|  |

### 廠區

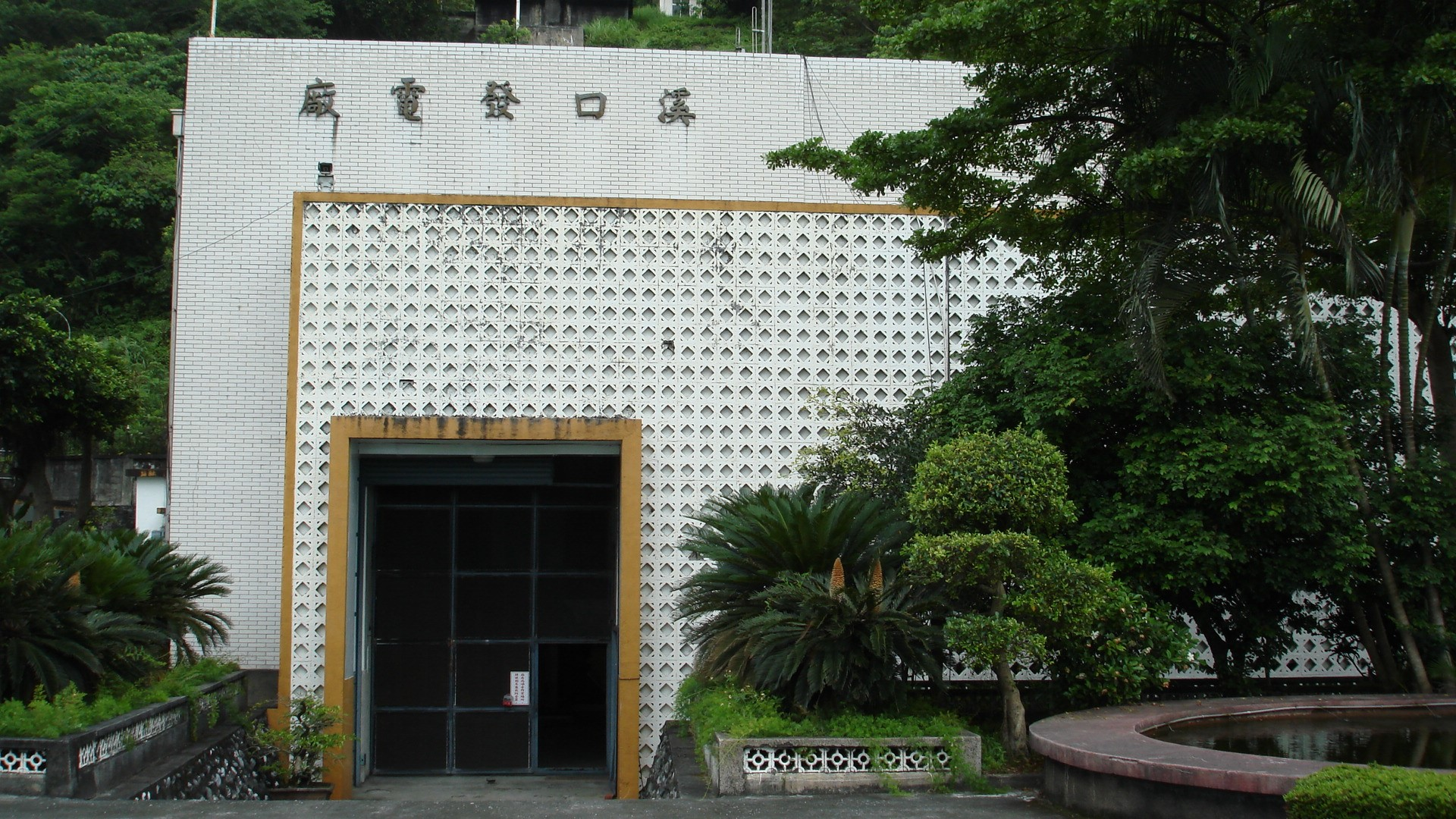
溪口機組廠房大門
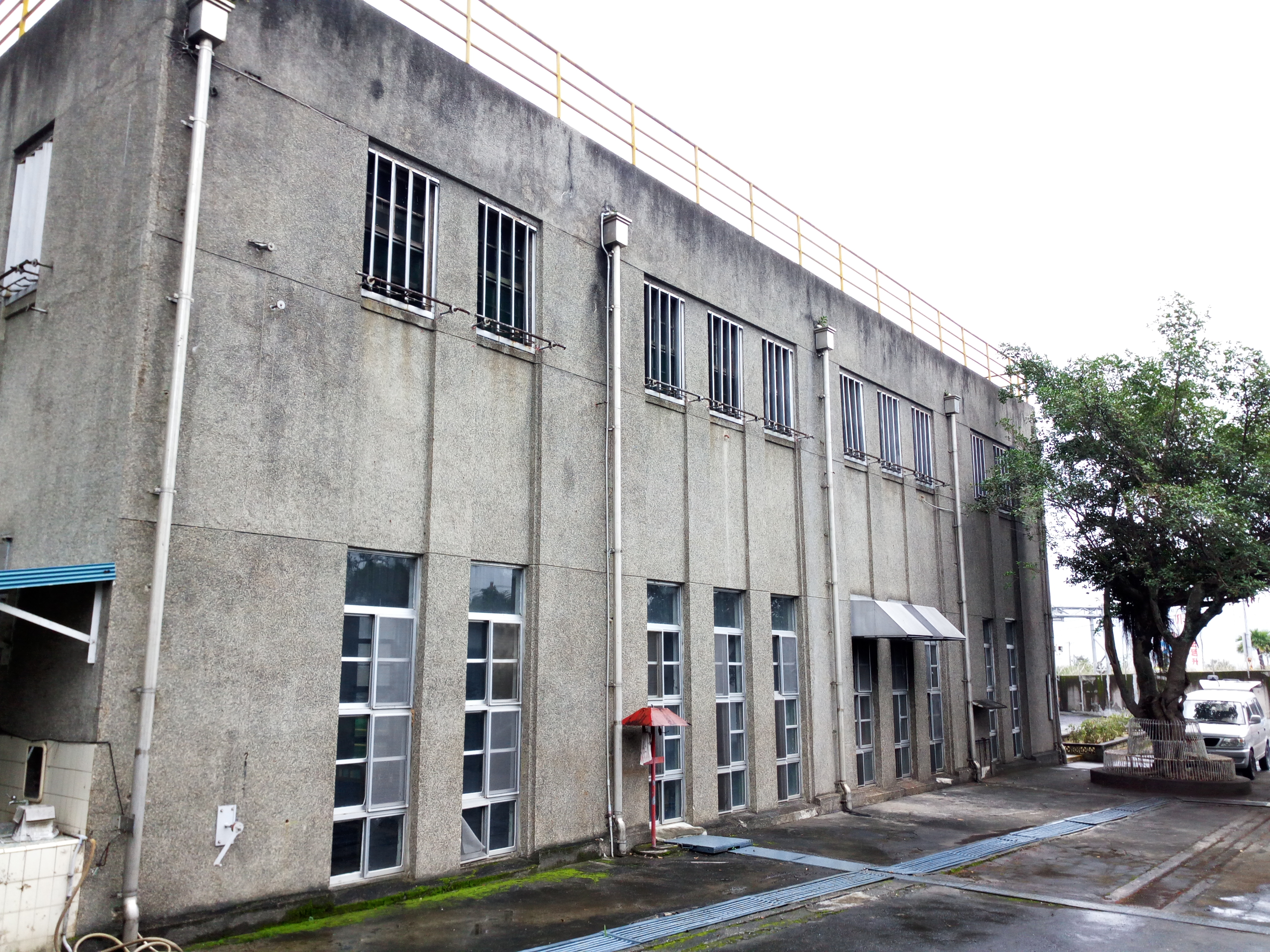
溪口機組廠房背面
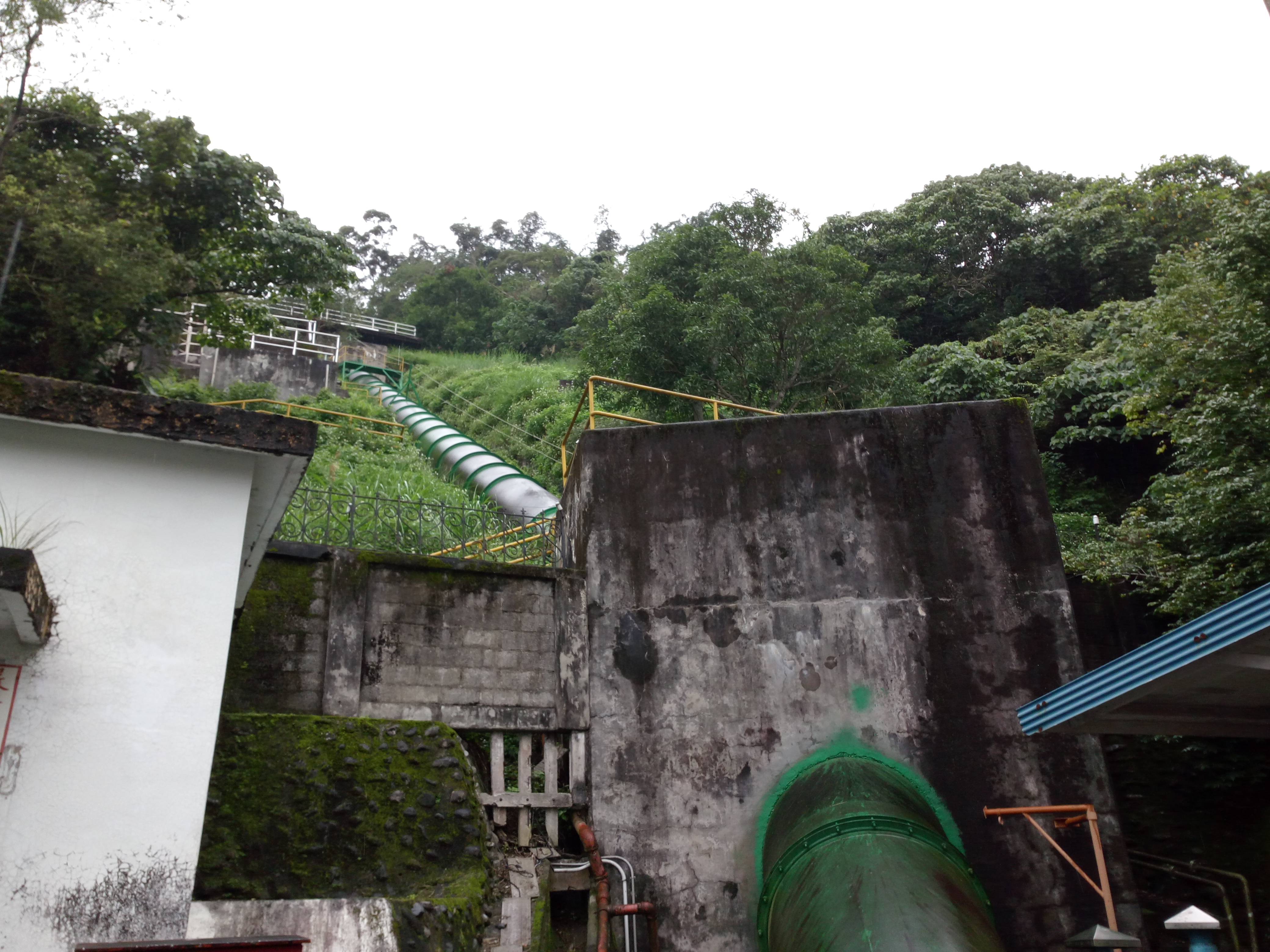
溪口機組壓力鋼管
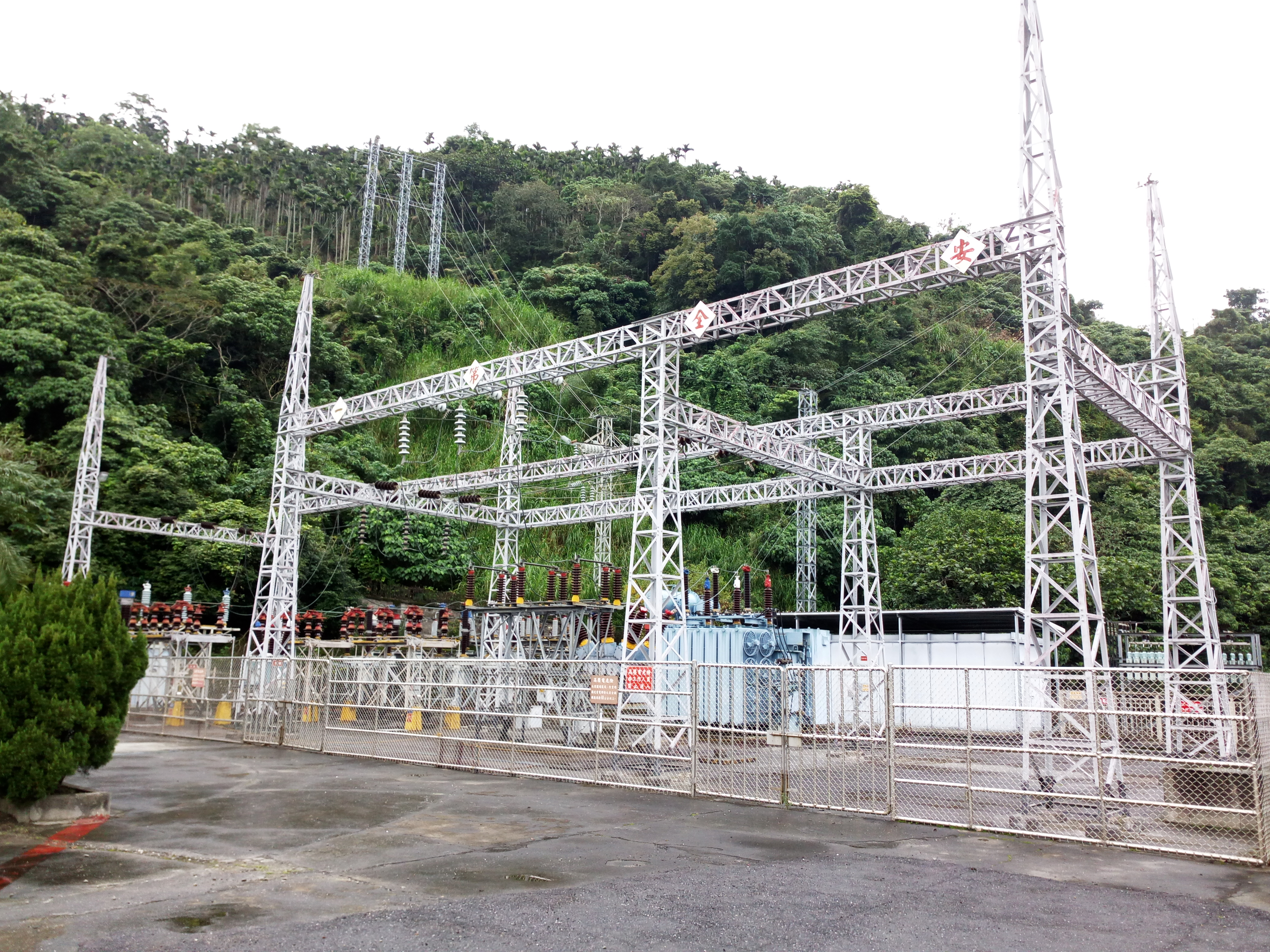
溪口機組開關廠
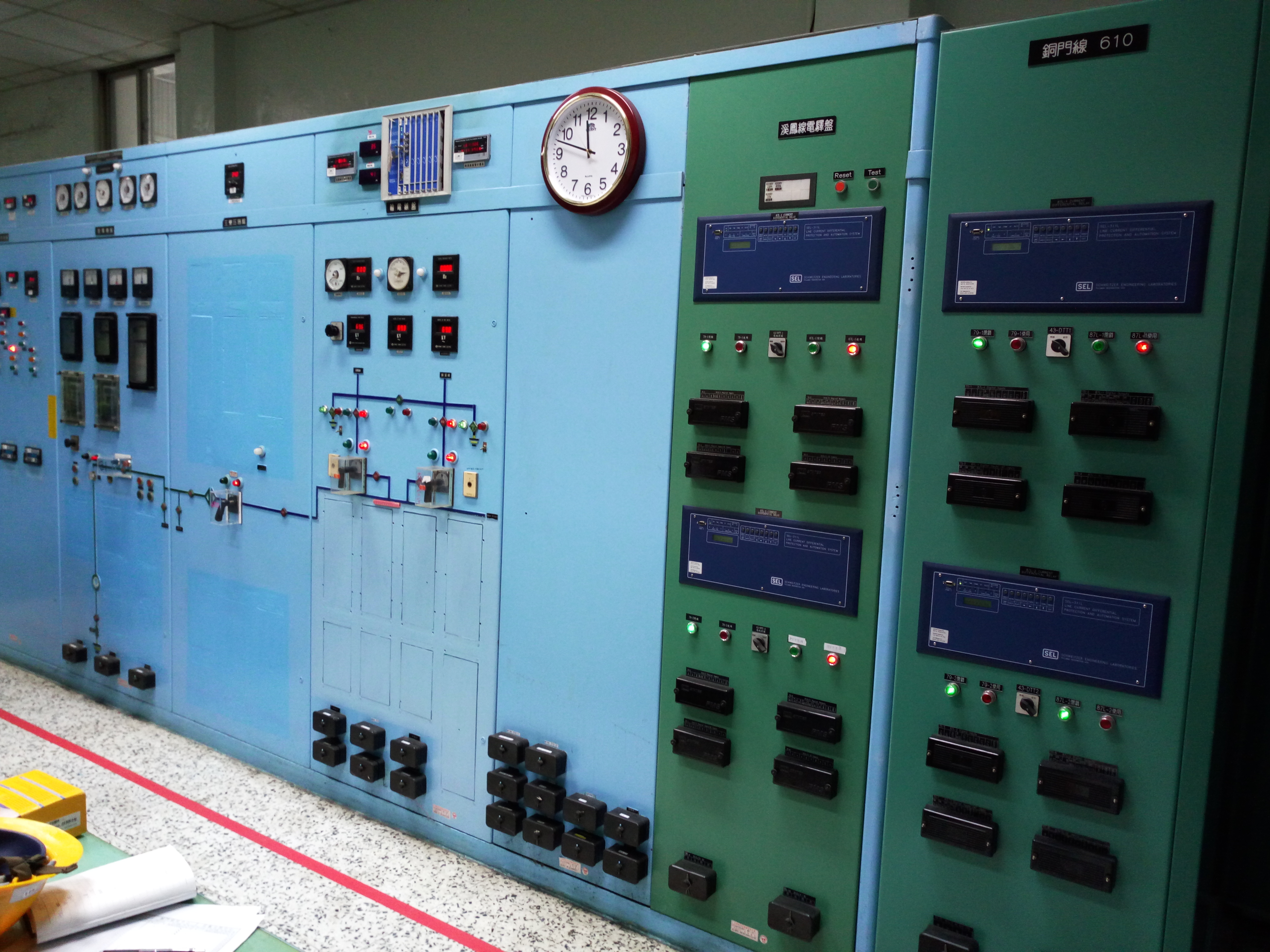
溪口機組控制室，該機組已無人留守，為遠端遙控
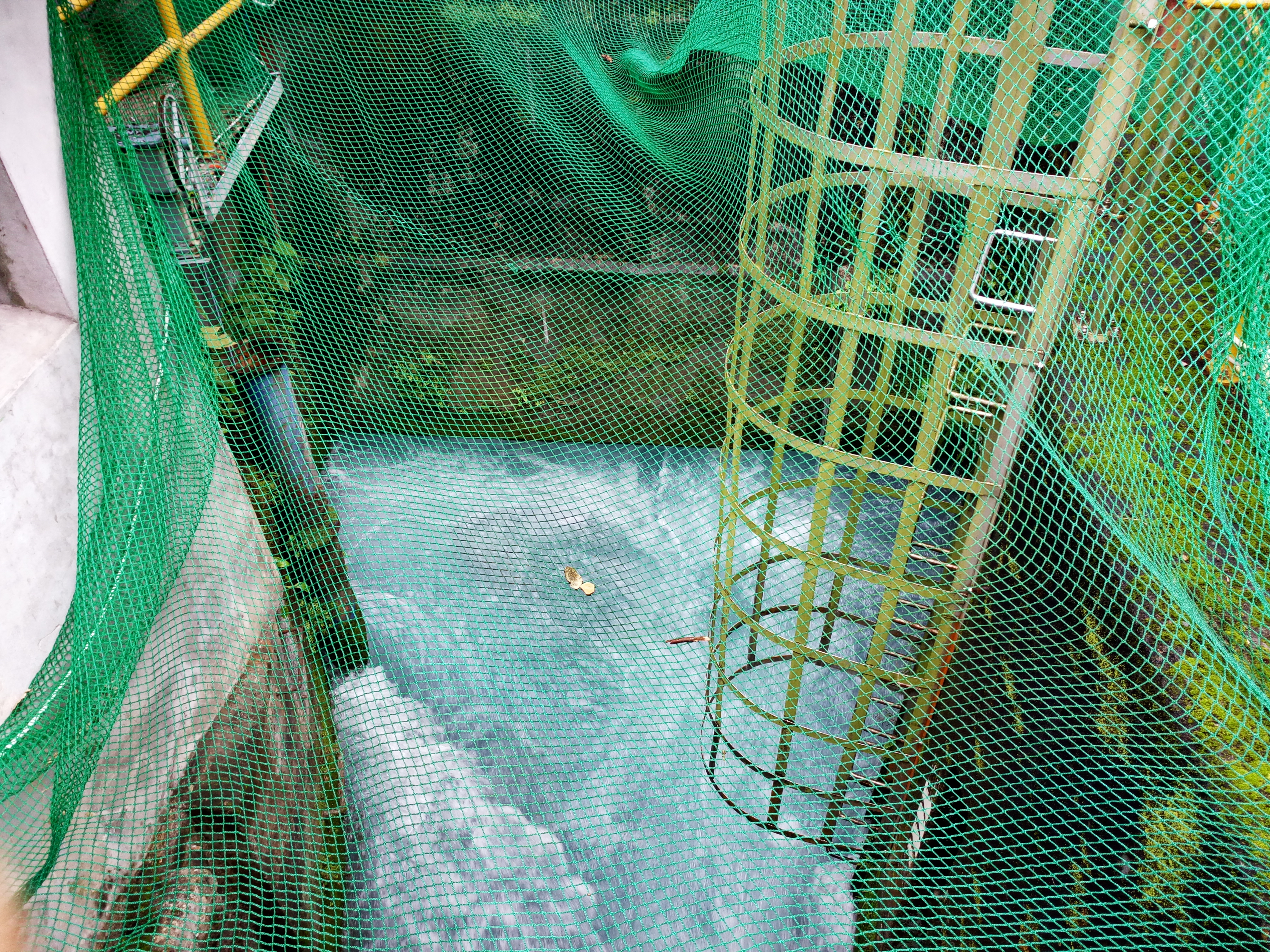
溪口機組尾水出口，末端直接連結花蓮農田水利會豐田圳

### 發電機

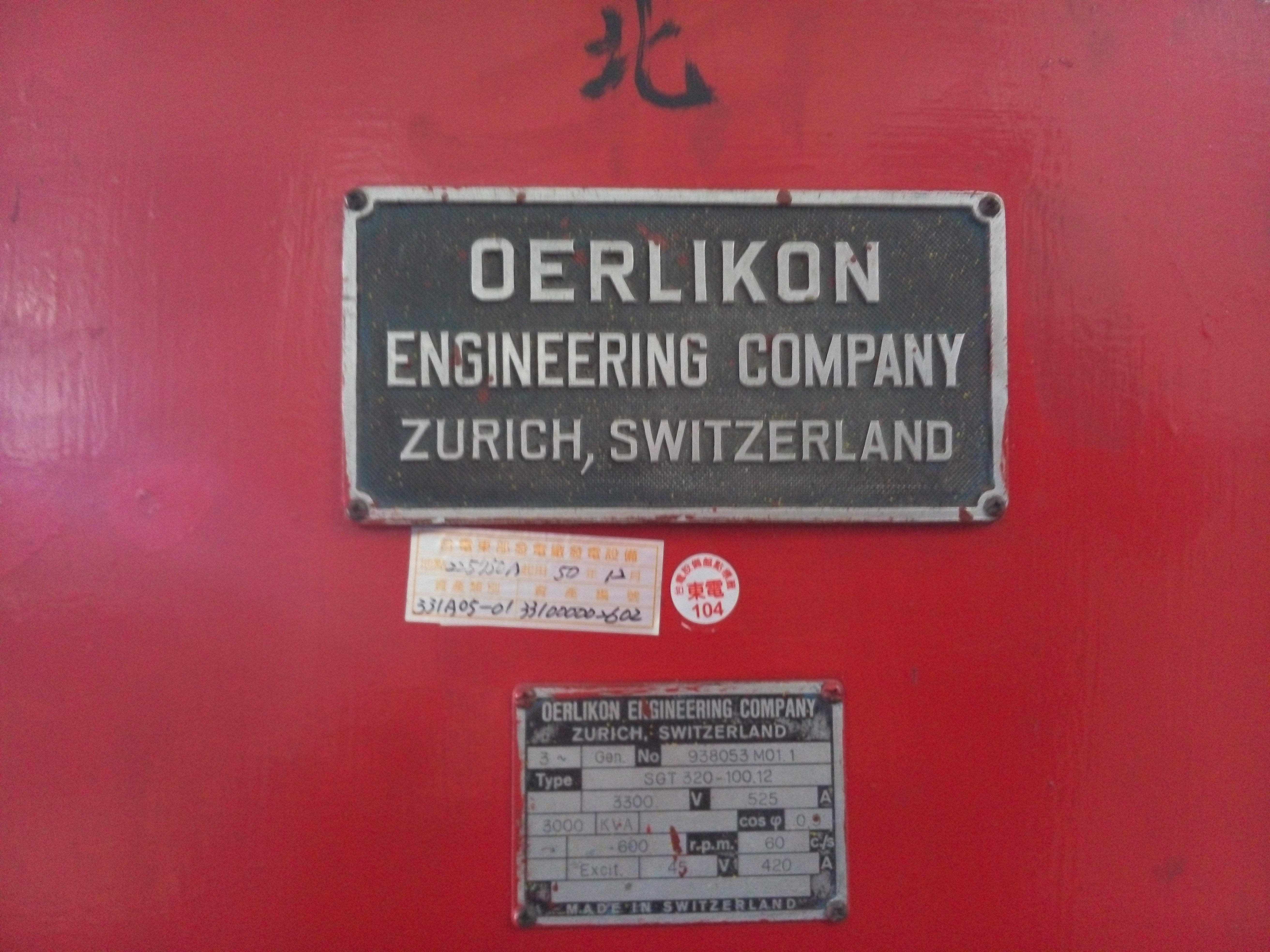
溪口機組發電機名牌
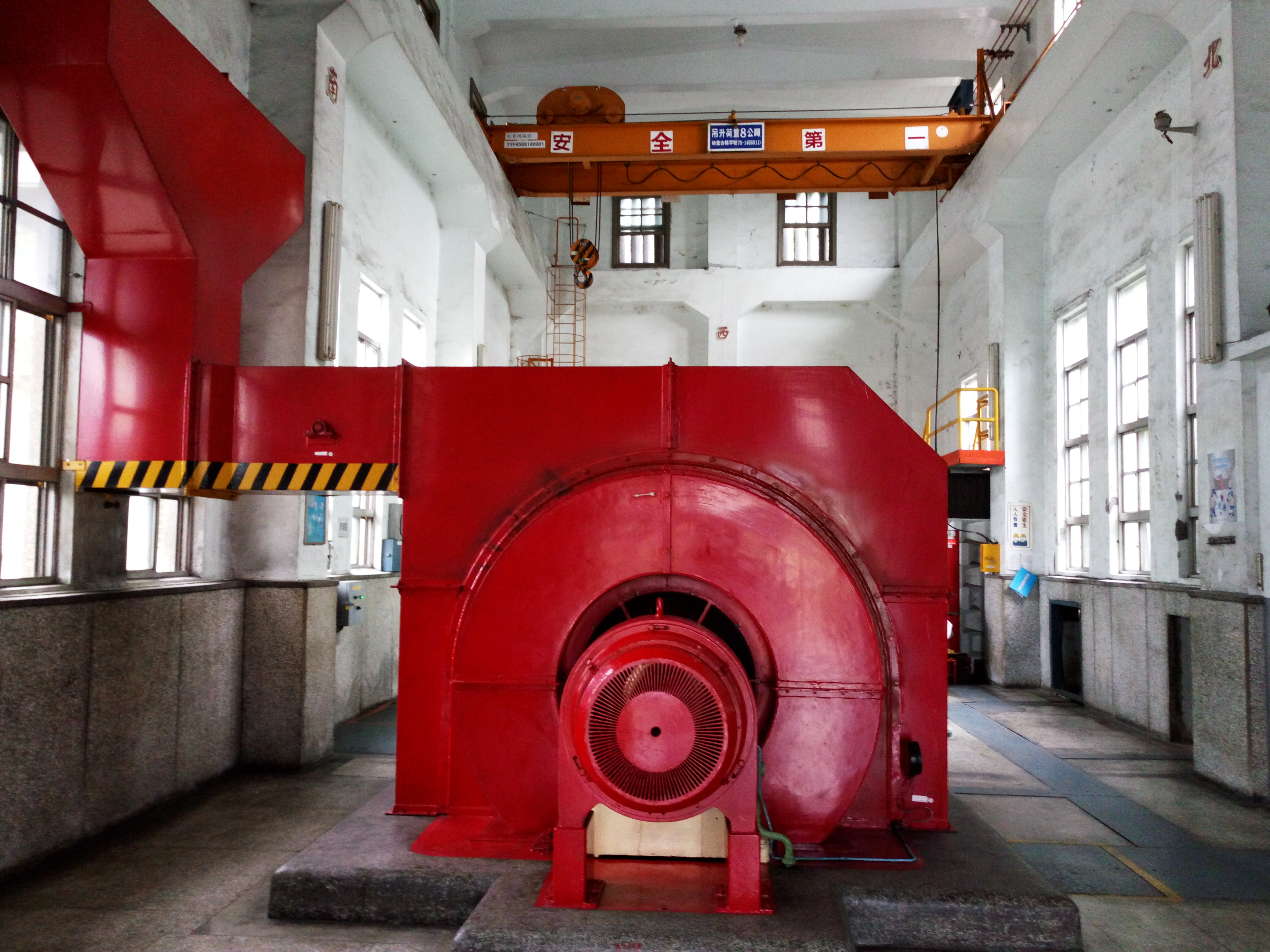
溪口機組發電機側面
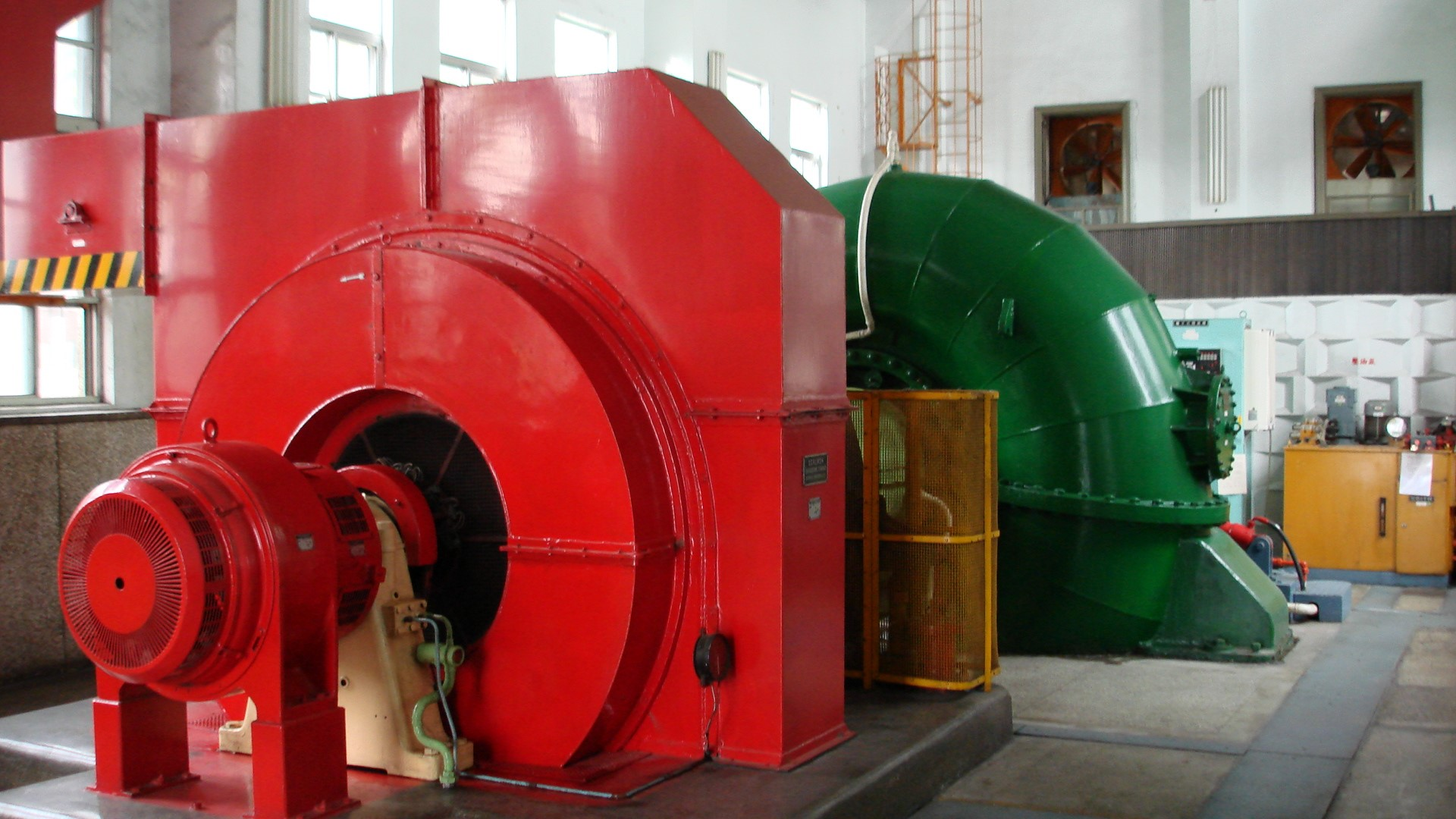
廠內的橫軸法蘭西斯水輪發電機組

### 水輪機

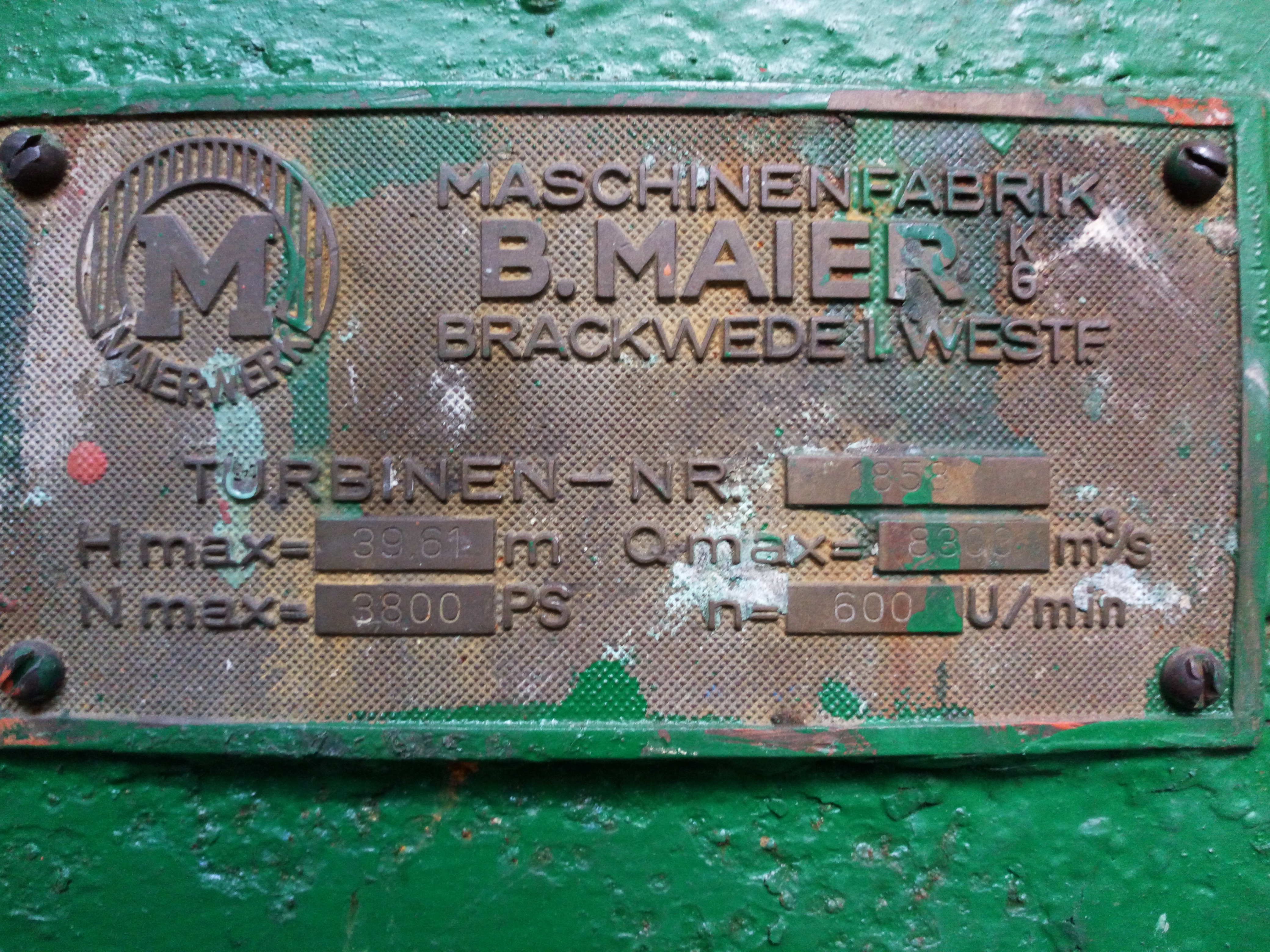
溪口機組水輪機名牌
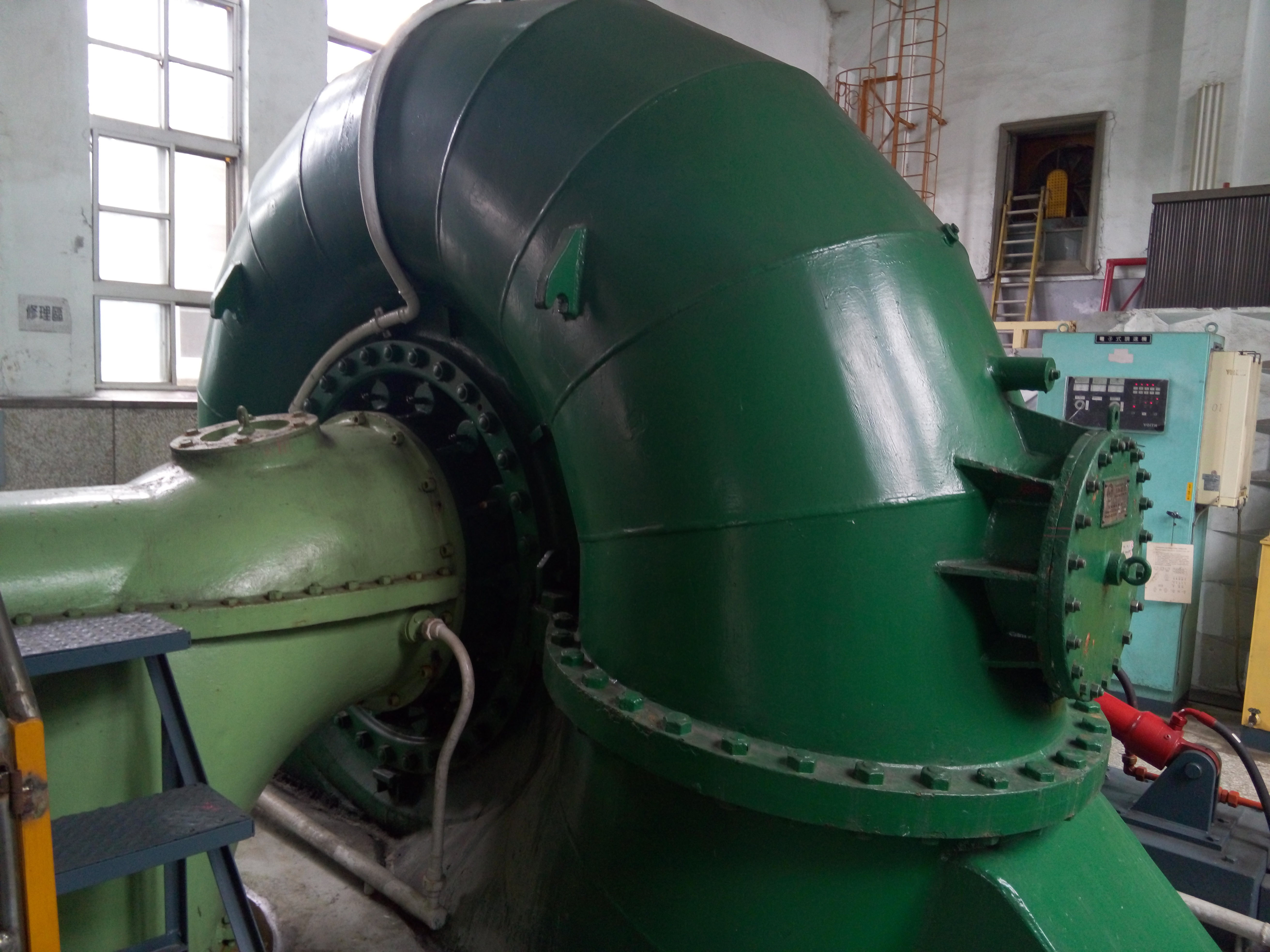
溪口機組水輪機蝸殼
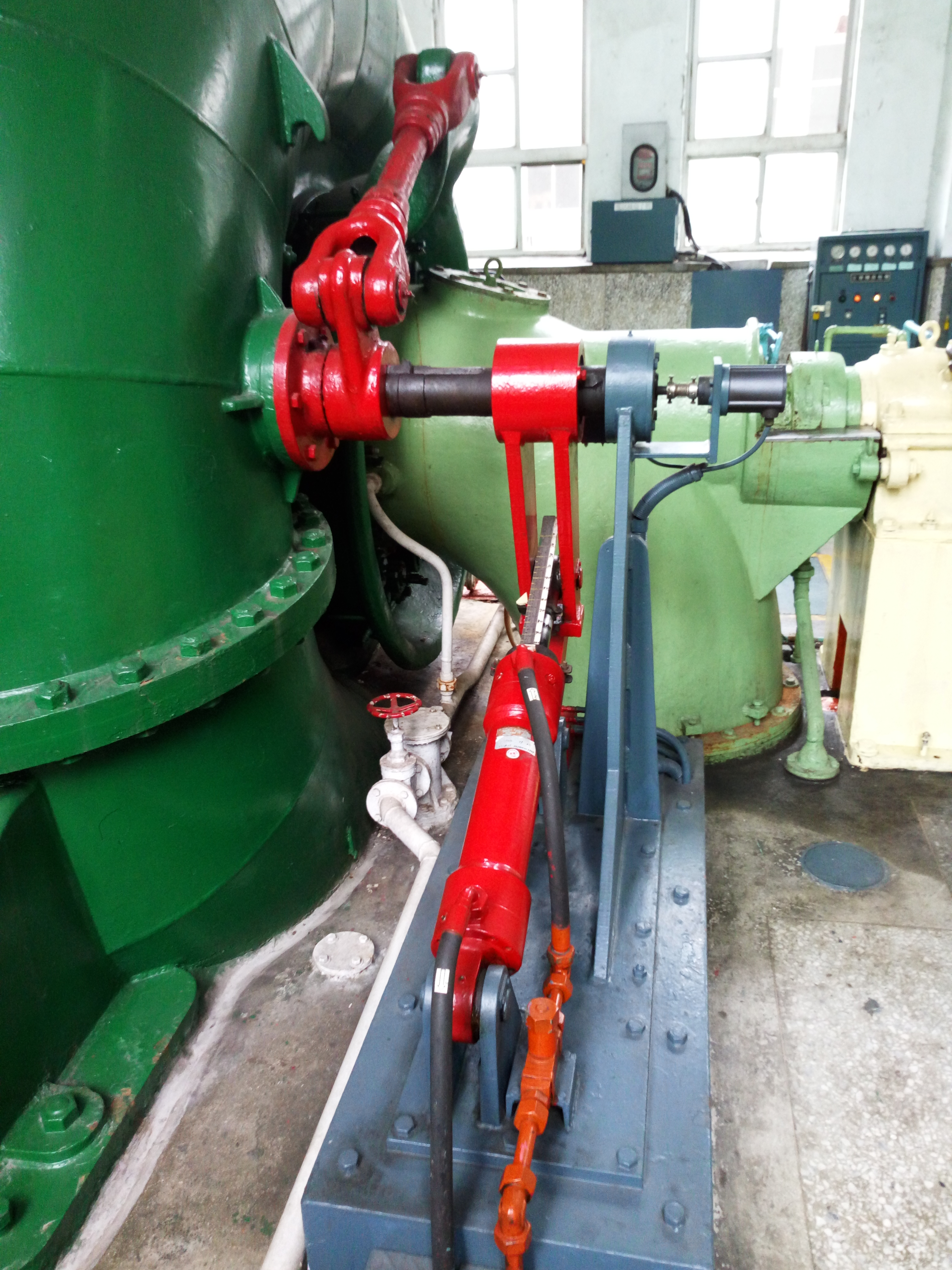
東部發電廠溪口機組水輪機動輪扇葉調整壓油設備
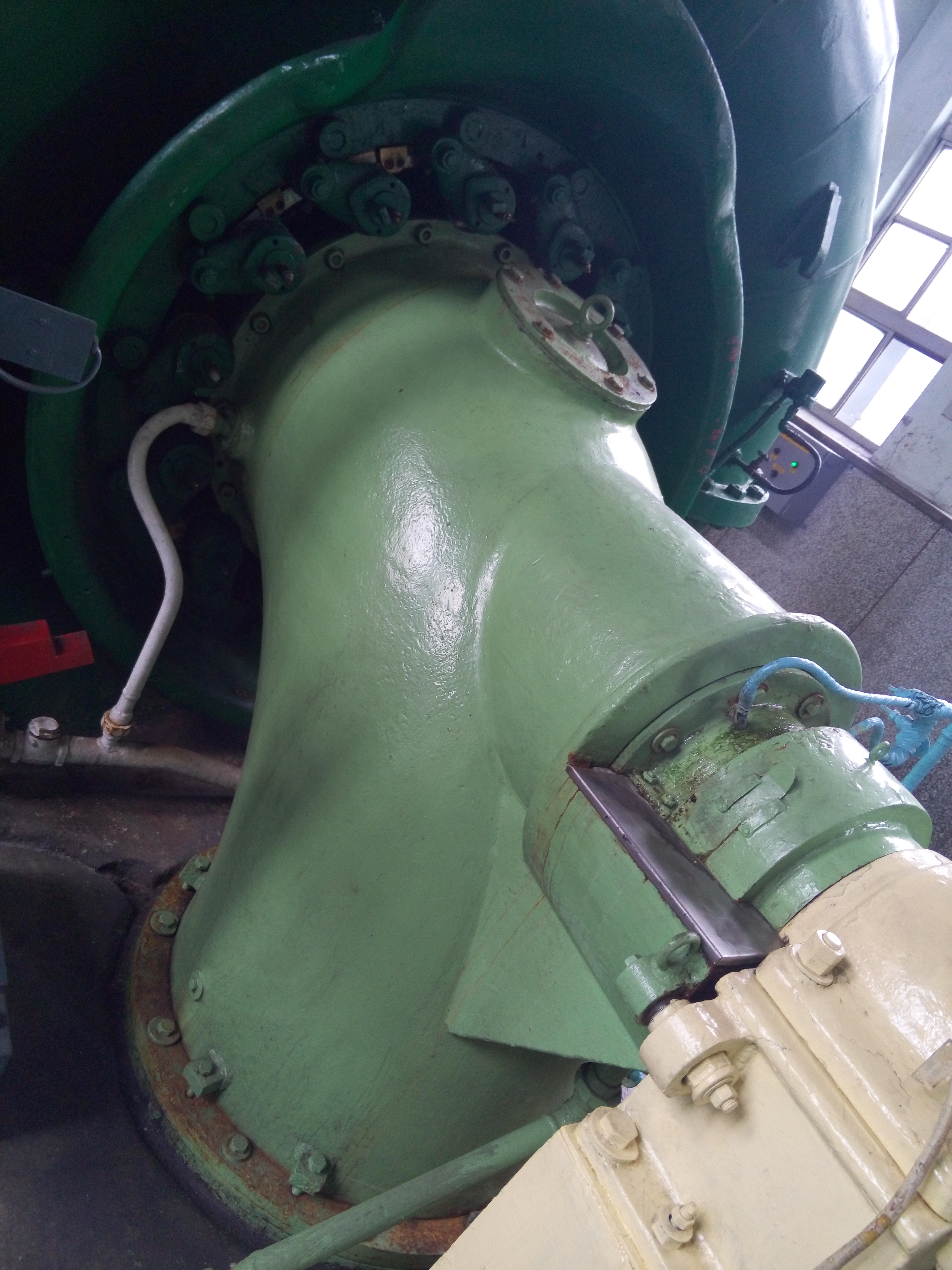
溪口機組水輪機尾水管

## 鄰近設施
- 臺鐵
  - 溪口車站

## 外部連結
- 東部發電廠簡介 - 台灣電力公司
- 花蓮縣現有水庫壩堰 - 經濟部水利署